# Acsmithia densiflora
Acsmithia densiflora är en tvåhjärtbladig växtart som först beskrevs av Brongn. & Gris, och fick sitt nu gällande namn av R.D. Hoogland. Acsmithia densiflora ingår i släktet Acsmithia och familjen Cunoniaceae. Inga underarter finns listade i Catalogue of Life.